# ساتن، اسکس
ساتن (به انگلیسی: Sutton) یک روستا و محله مدنی در بریتانیا است که در Rochford واقع شده‌است. ساتن ۱۳۶ نفر جمعیت دارد.